# Batalha de Inkerman
A Batalha de Inkerman foi uma batalha da Guerra da Crimeia, travada entre russos e a coligação anglo-francesa. Foi travada em 5 de novembro de 1854, em Inkerman, perto de Sebastopol, um porto do Mar Negro. Foi um dos maiores confrontos durante este conflito (1854 - 1856). O seu resultado foi uma vitória da aliança anglo-francesa, obtida graças a uma contra-ofensiva dos soldados franceses sob comando do general Pierre Bosquet.